# Những điểm đánh trong Karate
Những điểm đánh trong Karate là một phần quan trọng mà người luyện tập Karate phải nắm rõ. Phần quan trọng này không chỉ xác định các yếu điểm trên cơ thể đối phương để tấn công mà còn chỉ rõ sử dụng phần cứng nào trên cơ thể của người tấn công để đòn Karate trở nên mạnh mẽ và hiệu quả.
Dưới đây là những điểm đánh cơ bản nhất.
| Số thứ tự | Điểm đánh                   | Phiên âm            | tiếng Nhật | Ảnh minh họa | Vị trí tấn công đối phương                   |
| --------- | --------------------------- | ------------------- | ---------- | ------------ | -------------------------------------------- |
| 1         | Mặt nắm đấm                 | Seiken              | -          |              | hầu hết mọi vị trí                           |
| 2         | Ký với đầu khớp ngón giữa   | Nakadaka Ippon Ken  | -          |              | mắt, thái dương, cổ họng, ức hoặc xương sườn |
| 3         | Ký với đầu khớp ngón trỏ    | Hitosashi Ippon Ken | -          |              | mũi                                          |
| 4         | Ký với đầu khớp ba ngón tay | Hira Ken            | -          |              | sống mũi, nhân trung, thái dương, chấn thủy  |
| 5         | Lưng nắm đấm                | Ura Ken             | -          |              | mặt, sườn                                    |
| 6         | Cạnh bàn tay                | Shuto               | -          |              | chặt vào cổ, sườn                            |
| 7         | Bàn tay xỉa                 | Yon Hon Nukite      | -          |              | cổ họng, ức, mắt                             |
| 8         | Cạnh sống bàn tay           | Haito               | -          |              | mặt, sườn                                    |
| 9         | Mu bàn tay                  | Haishu              | -          |              | mặt, sườn                                    |
| 10        | Mu bàn chân                 | Ashi Kubi           | -          |              | háng                                         |
| 11        | Gót chân                    | Ka Soku Tei         | -          |              | má, chấn thủy, háng, mu bàn chân             |
| 12        | Mũi bàn chân                | Tsuma Saki          | -          |              | bụng                                         |
| 13        | Ức bàn chân                 | Jo Soku Tei         | -          |              | mặt, má, chấn thủy, háng, sườn               |
| 14        | Cạnh bàn chân               | Soku-To             | -          |              | quai hàm, nách, chấn thủy, đầu gối           |
| 15        | Má bàn chân                 | Uchi Soku-To        | -          |              | dùng đá quét                                 |
| 16        | Đùi trước                   | Momo                | -          |              | chủ yếu để đỡ                                |
| 17        | Đầu gối                     | Hiza                | -          |              | hạ bộ, háng, chấn thủy, mặt                  |
| 18        | Cẳng chân                   | Sune                | -          |              | dùng để đỡ và gạt đòn đá đối phương          |